# 國際刑事法庭餘留機制

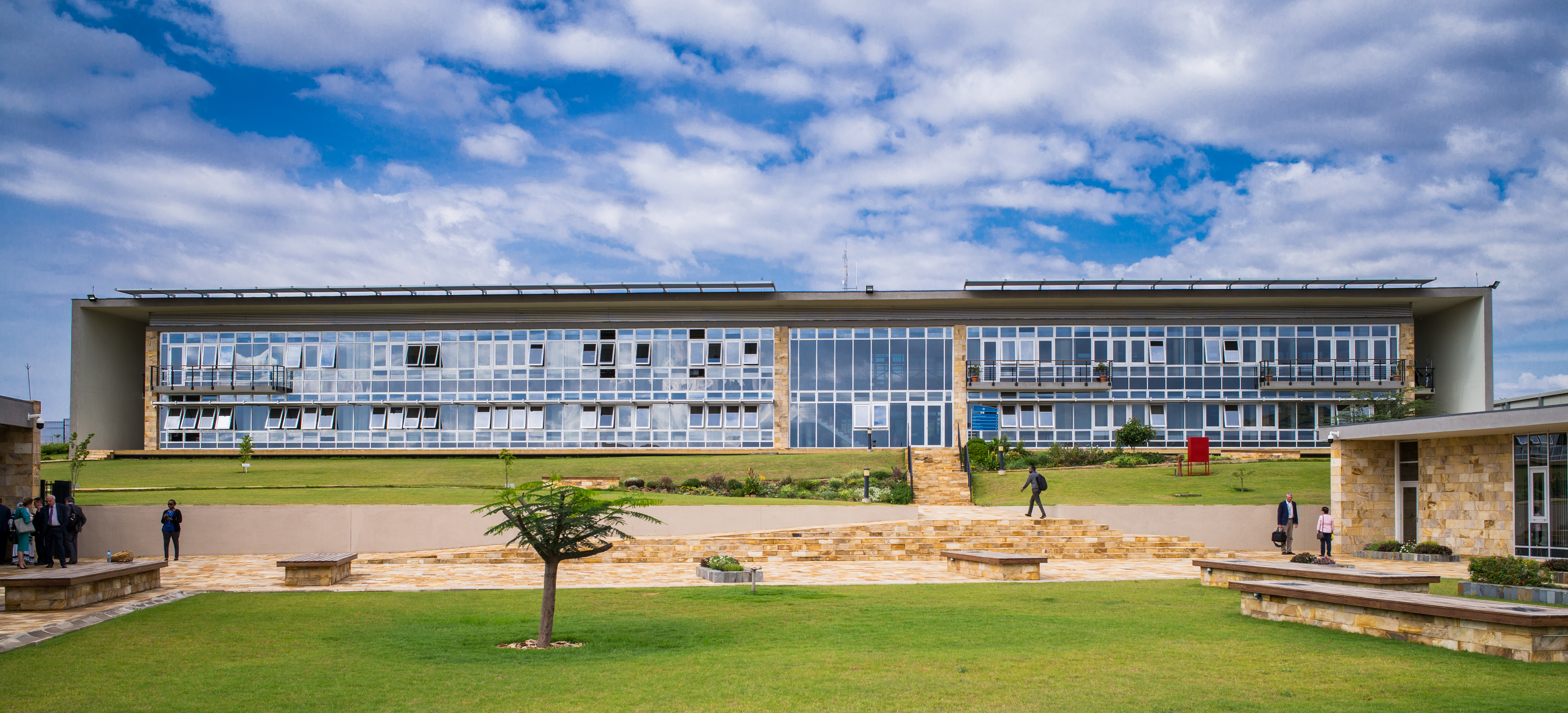
位於海牙的法庭建築

國際刑事法庭餘留機制（International Residual Mechanism for Criminal Tribunals，IRMCT）是聯合國安全理事會於2010年設立的國際法庭，負責處理前南斯拉夫問題國際刑事法庭（ICTY）和盧安達問題國際刑事法庭（ICTR）結束工作並關閉後，所各自餘留下的任務。

## 背景
1990年代初期，聯合國安全理事會成立了兩個國際刑事法庭，其目的是調查和起訴犯下戰爭罪、危害人類罪和種族滅絕罪的個人。其中一個是前南斯拉夫問題國際刑事法庭（ICTY），該法庭成立於1993年，負責調查在南斯拉夫內戰期間所犯下的罪行。隔年，盧安達問題國際刑事法庭（ICTR）成立，負責調查盧安達種族滅絕的罪行。這兩個國際刑事法庭皆為臨時機構，在完成犯罪調查和起訴個人的任務後，即告結束。儘管兩個法庭基本上都完成了所有的任務，但是仍有一些剩餘的工作事項，需要持續多年才能完成。例如，一旦逮捕了遭起訴的盧安達罪犯，就必須對其進行審判，而被定罪的人可能請求提早獲得假釋，對證人的保護令也可能需要修改，並且有包含機密文件在內的檔案需要得到保護。為了有效監督和執行上述兩個國際法庭所剩餘的工作事項，安全理事會於2010年12月22日通過了第1966號決議，建立了國際刑事法庭餘留機制。

## 任務
安全理事會在其1966號決議中決定，“該機制應繼續維持前南斯拉夫問題國際刑事法庭（ICTY）和盧安達問題國際刑事法庭（ICTR）的管轄權，承接其權利、義務以及基本職能”。安全理事會進一步設想，該機制將是“一個小型、臨時和有效的機構，其職能和規模將隨著時間而減少，維持與其職能相稱的少數工作人員”。該機制將繼續運作，直到安全理事會另有決定為止，但該機制將自2016年開始進行為期兩年的審查。
該機制包括兩個分支單位。一個位於坦尚尼亞的阿魯沙，於2012年7月1日開始運作，負責承接盧安達問題國際刑事法庭的工作。另一個位於荷蘭海牙，於2013年7月1日開始運作，負責承接前南斯拉夫問題國際刑事法庭的工作。在成立初期，國際刑事法庭餘留機制與前述兩個國際刑事法庭有一段重疊運作的時間。隨著兩個法庭的結束，該機制開始繼續執行未決的任何審判或上訴程序。

## 主要成员

### 主席
秘书长与安全理事会主席和余留机制法官协商后，从所有余留机制法官中任命一人担任主席。主席负责：
- 任命法官单独或组成审判分庭对案件进行初审。
- 任命法官组成审判分庭对案件进行复审。
- 担任上诉分庭成员，任命上诉分庭的其他成员，主持上诉程序。
- 从余留机制法官中任命一名后备法官出席审判，在有法官无法继续履职时替换。
- 任命法官复审检察官提出的起诉状。

主席任期四年，可连任。
| 姓名                      | 国家   | 任期开始      | 任期结束      | 引用  |
| ------------------------- | ------ | ------------- | ------------- | ----- |
| 西奥多·梅隆               | 美国   | 2012年3月1日  | 2019年1月18日 | [ 2 ] |
| 卡梅尔·阿吉乌斯           | 馬爾他 | 2019年1月19日 | 2022年6月30日 | [ 3 ] |
| Graciela S. Gatti Santana | 乌拉圭 | 2022年7月1日  | 在职          | [ 4 ] |

### 检察官
检察官负责领导余留机制的调查和起诉工作。检察官由秘书长提名，安全理事会任命，任期四年，可连任。
| 姓名            | 国家   | 任期开始     | 任期结束      | 引用  |
| --------------- | ------ | ------------ | ------------- | ----- |
| 哈桑·贾洛       |        | 2012年3月1日 | 2016年2月29日 | [ 2 ] |
| 谢尔盖·布拉默茨 | 比利时 | 2016年3月1日 | 在职          | [ 6 ] |

### 书记官长
书记官长负责领导余留机制的书记官处。书记官处负责余留机制的行政和服务工作。书记官长由秘书长任命，任期四年，可连任。
| 姓名              | 国家     | 任期开始      | 任期结束       | 引用  |
| ----------------- | -------- | ------------- | -------------- | ----- |
| 约翰·霍金         |          | 2012年1月18日 | 2016年12月31日 | [ 2 ] |
| 奥卢费米·埃利亚斯 | 奈及利亞 | 2017年1月1日  | 2020年6月30日  | [ 7 ] |
| 阿布巴卡尔·坦贝杜 |          | 2020年7月31日 | 在职           | [ 8 ] |

### 法官

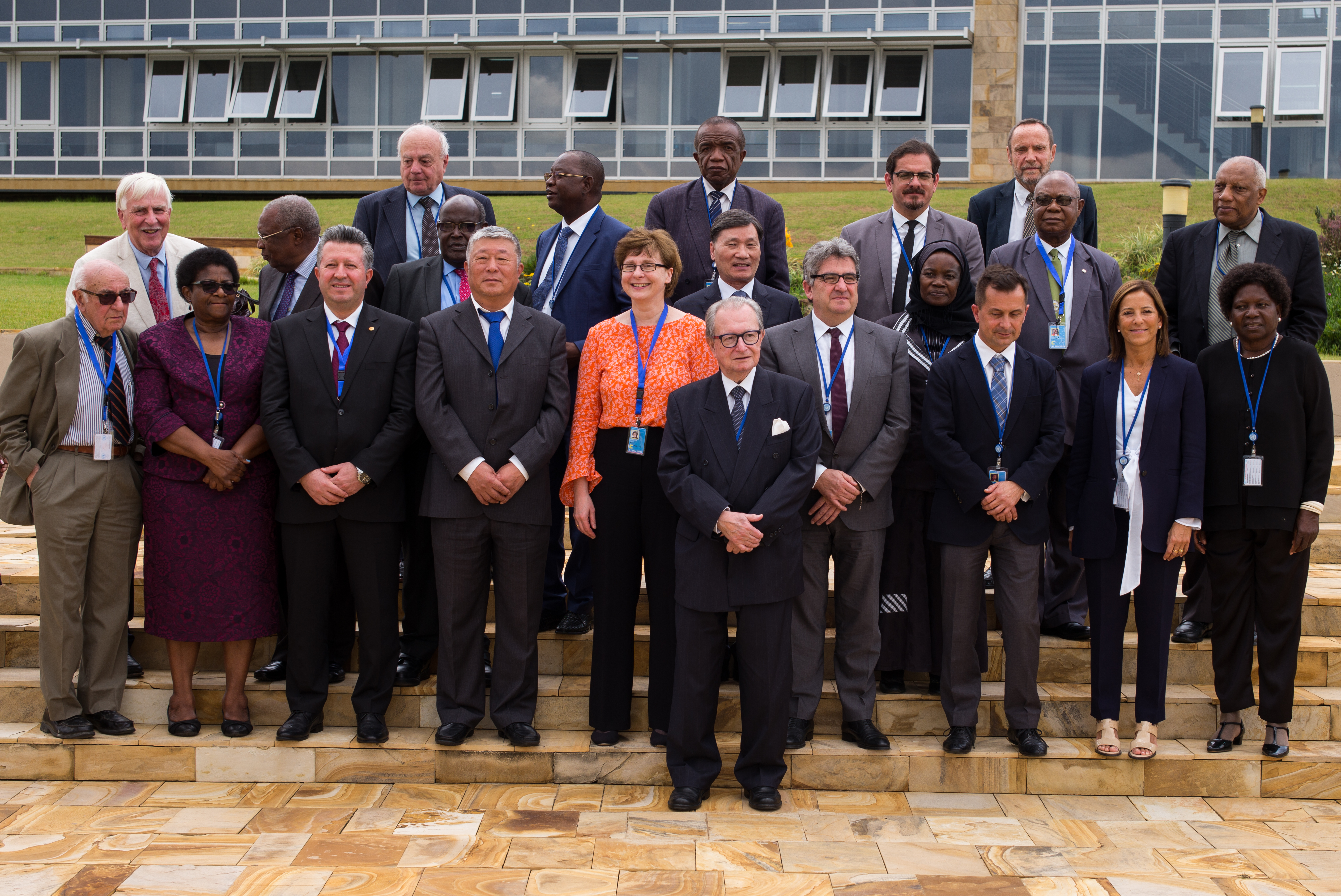
法官 (2019)

余留机制共有25名法官。安全理事会根据会员国的提名制定法官候选人名单，并交由联合国大会选出25名法官。余留机制法官的任期为四年，可连任。
| 姓名                                | 国家       | 任期开始       | 任期结束                 | 引用          |
| ----------------------------------- | ---------- | -------------- | ------------------------ | ------------- |
| 卡梅尔·阿吉乌斯                     | 馬爾他     | 2012年7月1日   | 在职                     | [ 1 ]         |
| 艾登·塞法·阿凯                      | 土耳其     | 2012年7月1日   | 2018年6月30日            | [ 1 ] [ 9 ]   |
| Yusuf Aksar                         | 土耳其     | 2018年12月21日 | 在职                     | [ 1 ] [ 10 ]  |
| René José Andriatianarivelo         | 马达加斯加 | 2024年2月20日  | 在职                     | [ 11 ] [ 12 ] |
| 让-克劳德·安东内蒂                  | 法國       | 2012年7月1日   | 在职                     | [ 1 ]         |
| 佛罗伦萨·丽塔·艾瑞                  | 喀麦隆     | 2012年7月1日   | 在职                     | [ 1 ]         |
| Mustapha El Baaj                    | 摩洛哥     | 2019年1月15日  | 在职                     | [ 1 ] [ 13 ]  |
| 伊恩·博诺米                         | 英国       | 2020年2月6日   | 在职                     | [ 1 ] [ 14 ]  |
| 索罗米·博萨                         | 乌干达     | 2012年7月1日   | 2018年3月11日            | [ 1 ] [ 15 ]  |
| Margaret M. deGuzman                | 美国       | 2021年12月22日 | 在职                     | [ 16 ] [ 17 ] |
| José R. de Prada Solaesa            | 西班牙     | 2012年7月1日   | 在职                     | [ 1 ]         |
| 本·埃默森                           | 英国       | 2012年7月1日   | 2019年7月19日            | [ 1 ] [ 14 ]  |
| 克里斯托弗·弗洛格                   | 德国       | 2012年7月1日   | 2019年1月7日             | [ 1 ] [ 18 ]  |
| Graciela Gatti Santana              | 乌拉圭     | 2012年7月1日   | 在职                     | [ 1 ]         |
| 伯顿·豪尔                           | 巴哈马     | 2012年7月1日   | 在职                     | [ 1 ]         |
| Claudia Hoefer                      | 德国       | 2019年2月21日  | 在职                     | [ 1 ] [ 18 ]  |
| 伊丽莎白·伊班达-纳哈姆亚            | 乌干达     | 2018年3月19日  | 2023年1月5日（任内去世） | [ 15 ]        |
| 沃恩·约翰森                         | 丹麦       | 2012年7月1日   | 在职                     | [ 1 ]         |
| Gberdao Gustave Kam                 | 布吉納法索 | 2012年7月1日   | 2021年2月17日            | [ 1 ]         |
| 刘大群                              | 中国       | 2012年7月1日   | 在职                     | [ 1 ]         |
| 约瑟夫·马桑奇                       | 坦桑尼亚   | 2012年7月1日   | 在职                     | [ 1 ]         |
| 西奥多·梅隆                         | 美国       | 2012年7月1日   | 2021年11月17日           | [ 19 ] [ 20 ] |
| 巴克尼·贾思蒂·莫洛托                | 南非       | 2012年7月1日   | 2018年6月30日            | [ 1 ]         |
| 丽迪雅·姆甘贝                       | 乌干达     | 2023年5月30日  | 2025年5月5日             | [ 21 ]        |
| Lee G. Muthoga                      |            | 2012年7月1日   | 在职                     | [ 1 ]         |
| Aminatta Lois Runeni N'gum          |            | 2012年7月1日   | 在职                     | [ 1 ]         |
| 普里斯卡·马廷巴·尼亚姆              | 尚比亞     | 2012年7月1日   | 在职                     | [ 1 ]         |
| 阿方斯·奥利                         | 荷蘭       | 2012年7月1日   | 在职                     | [ 1 ]         |
| Seymour Panton                      | 牙买加     | 2016年4月28日  | 在职                     | [ 22 ] [ 23 ] |
| Seon Ki Park                        |            | 2012年7月1日   | 在职                     | [ 1 ]         |
| Mparany Mamy Richard Rajohnson      | 马达加斯加 | 2012年7月1日   | 2018年10月2日            | [ 24 ] [ 25 ] |
| Mahandrisoa Edmond Randrianirina    | 马达加斯加 | 2019年1月29日  | 2023年10月4日            | [ 1 ] [ 26 ]  |
| 帕特里克·利珀顿·罗宾逊              | 牙买加     | 2012年7月1日   | 2015年11月17日           | [ 27 ] [ 28 ] |
| 伊沃·纳尔逊·德·凯瑞斯·巴蒂斯塔·罗莎 | 葡萄牙     | 2012年7月1日   | 在职                     | [ 1 ]         |
| Fatimata Sanou Touré                | 布吉納法索 | 2021年8月12日  | 在职                     | [ 29 ] [ 30 ] |
| 威廉·H·塞库勒                       | 坦桑尼亚   | 2012年7月1日   | 在职                     | [ 1 ]         |